# Корпус защиты Косова
Корпус защиты Косова (КЗК; алб. Trupat e Mbrojtjes së Kosovës, TMK) — полувоенизированная организация Республики Косово, созданная при содействии ООН и действовавшая с 1999 по 2009 год. Штатная численность КЗК составляла 5000 человек.

## История

Старая эмблема Корпуса защиты Косова

Флаг Корпуса защиты Косова

Первым командующим КЗК был Агим Чеку, который покинул структуру в 2006 году и стал премьер-министром Косово. Генерал-лейтенант Сулейман Селими, бывший военачальник АОК, стал его преемником.
Целью создания подобной организации являлось замена Армия освобождения Косова, ликвидация радикальных элементов и образования более организованной и дисциплинированной структуры. КЗК выполнял задачи по разминировании и восстановлении инфраструктуры Косова, а также в защите местного населения. Однако репутацию КЗК имел плохую, так как значительная часть его сотрудников была замешана в убийствах, похищениях людей и других преступлениях.
Сообщения о преступлениях и нарушениях дисциплины преследовали КЗК с момента его создания. В июне 2001 года несколько старших офицеров в КЗК были уволены по подозрению в содействии мятежу этнических албанцев в Республике Македония.
Во время конфликта в Македонии между правительственными силами и албанскими сепаратистами для поддержки последних около 700 бойцов КЗК атаковали территорию Македонии, попытавшись взять город Радушу. Против нападающих была использована авиация, в частности, самолёты Су-25. По сообщениям некоторых источников, число убитых бойцов КЗК было огромным, сообщалось о 100 и более погибших со стороны Косова.
Тогдашнее Косово было протекторатом Организации Объединённых Наций, что означало, что фактически Македония подверглась нападению международного сообщества. Однако Македония не объявила войны Косову, опасаясь санкций ООН.
В 2009 году КЗК был расформирован, многие его члены вошли в состав сил безопасности Республики Косово.

## Функции и задачи

Автомобильный номер Корпуса защиты Косова

В постановлении МООНК 1999/8 КЗК должен выполнять следующие задачи:
- Борьба с последствиями стихийных бедствий, крупных пожаров, промышленных аварий и токсичных выбросов;
- Проведение поисково-спасательные работы;
- Оказание гуманитарной помощи;
- Разминирование территории Косова;
- Содействие в восстановлении инфраструктуры.

Корпус защиты Косова не играет никакой роли в обороне, обеспечении правопорядка, борьбе с массовыми беспорядками, внутренней безопасности или любых подобных мероприятиях. Специальный представитель Генерального секретаря ООН (SRSG), глава ООН в Косове, осуществлял руководство и финансирование КЗК. За КЗК также нёс ответственность военный контингент НАТО.